# ميلان كادليك
ميلان كادليك (بالتشيكية: Milan Kadlec)‏ مواليد 13 أكتوبر 1974 في أوهرسكه هراديشتيه، تشيكوسلوفاكيا، هو دراج تشيكي في صنف سباق الدراجات على الطريق وعلى المضمار. شارك في دورة الألعاب الأولمبية الصيفية.

## الميداليات
| الميدالية | المسابقة                               |
| --------- | -------------------------------------- |
| برونزية   | بطولة العالم للدراجات على المضمار 2010 |

## روابط خارجية
- ميلان كادليك على موقع أرشيف الدراجات (الإنجليزية)
- ميلان كادليك على موقع إحصائيات الدراجات الإحترافية (الإنجليزية)
- ميلان كادليك على موقع نسبة الدراجات (الإنجليزية)
- ميلان كادليك على موقع CycleBase (الإنجليزية)
- ميلان كادليك على موقع أوليمبيديا (الإنجليزية)
- ميلان كادليك على موقع اللجنة الأولمبية التشيكية (التشيكية)